# Burgstall Neuhaus (Hauzenberg)
Der Burgstall Neuhaus, auch als Hochhaus bezeichnet, ist eine abgegangene spätmittelalterliche Höhenburg bei Haag, einem Ortsteil der Gemeinde Hauzenberg im Landkreis Passau in Bayern.
Über diese Burg sind keine geschichtlichen oder archäologischen Informationen bekannt, der Name Neuhaus erscheint in Karten, im Ort Haag gibt es eine Hochhausstraße, die auf den Burgstall zuläuft. Er wird grob als spätmittelalterlich datiert, Funde von der Befestigung sind nicht bekannt. Von der Anlage hat sich nur ein doppelter Graben mit dazwischen liegendem Wallzug erhalten, die Stelle ist als Bodendenkmal Nummer D-2-7347-0009 „Burgstall des späten Mittelalters (Neuhaus oder Hochhaus)“ geschützt.

## Beschreibung
Die Burgstelle liegt 700 Meter westnordwestlich der katholischen Pfarrkirche St. Nikolaus von Haag über einer Flussfurt an einem spornartigen und nach Westnordwesten gerichteten Ausläufer einer Hochfläche des Bayerischen Waldes, die vom Tal des Staffelbaches und von dem eines kleinen Baches, der von Haag kommend in den Staffelbach fließt, gebildet wird. Das Tal des Staffelbaches verläuft an der Nordseite des Burgstalles in westliche Richtung, biegt dann nach Süden um und umfließt auch die Westseite des Burgstalles. Die Südseite wird von einem tief eingeschnittenen Kerbtal eines namenlosen Baches begrenzt, der kurz vor dem Zusammenfluss nach Süden der Kaindlmühle zufließt. Die Burganlage war so an drei Seiten von Natur aus gut gegen eine Annäherung geschützt, nur an der leicht ansteigenden Ostseite war ein Zugang möglich.
Die Burgstelle in rund 405 m ü. NN Höhe weist einen unregelmäßig vieleckigen Innenraum mit einem Durchmesser von 30 Metern auf. Diese Innenfläche wird von einem Ringgraben umzogen, dessen Tiefe noch 2,5 Meter beträgt. Dem Graben ist als zusätzliches Hindernis ein Wall vorgelegt, der in die Hänge des Burgstalles übergeht. Dieser Randwall weist im Nordosten, im Westen und Südwesten Unterbrechungen unklarer Zeitstellung auf. An der gefährdetsten Seite im Osten der Befestigung nimmt der Wall an Mächtigkeit zu und schützt so die Angriffsseite der Burg. Als weiteres Annäherungshindernis ist dem Wallzug im Osten noch ein zweiter, gebogener Graben vorgelagert, der an beiden Enden im Hang ausläuft.